# Brakel (België)

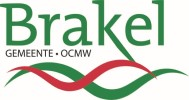
Logo gemeente Brakel

Brakel is een gemeente in de Belgische provincie Oost-Vlaanderen. Brakel heeft een oppervlakte van 5644 hectare en telt ruim 15.000 inwoners, die Brakelaars worden genoemd. Brakel behoort tot het arrondissement Oudenaarde.
Geografisch sluit Brakel in het zuiden aan bij de Zuid-Vlaamse heuvelrij van de Vlaamse Ardennen gevormd door de Kluisberg, Hotondberg, Muziekberg, Pottelberg en Rhodesberg (Mont de Rhode). Het noordelijke deel van Brakel loopt uit in de Zwalmvallei. Geologisch zijn de heuvels opgebouwd uit tertiaire sedimenten; er worden hoofdzakelijk leemgronden aangetroffen. Brakel maakt deel uit van de Vlaamse Ardennen.

## Geschiedenis
In 1970 werden de gemeenten Elst, Michelbeke, Nederbrakel, Opbrakel en Zegelsem gefusioneerd tot één gemeente: Brakel. Brakel ontleende haar naam aan die van Nederbrakel en Opbrakel. Zij waren op hun beurt afkomstig van de Karolingische villa "Braglo", die al in 866 werd vermeld en die zich bevond ter plaatse van de huidige dorpskern van Opbrakel. In 1977 werden ook Everbeek, Parike en een deel van Sint-Maria-Oudenhove aan Brakel toegevoegd.

## Kernen
Elst, Everbeek, Michelbeke, Nederbrakel, Opbrakel, Parike, Sint-Maria-Oudenhove (deels) en Zegelsem.

### Deelgemeenten
|   | Naam        | Opp. (km²) | Inwoners (2020) | Inwoners per km² | NIS-code |
| - | ----------- | ---------- | --------------- | ---------------- | -------- |
| 1 | Nederbrakel | 8,76       | 6.512           | 743              | 45059A   |
| 2 | Opbrakel    | 8,75       | 1.642           | 188              | 45059B   |
| 3 | Zegelsem    | 9,08       | 944             | 104              | 45049C   |
| 4 | Elst        | 5,17       | 1.164           | 225              | 45049D   |
| 5 | Michelbeke  | 7,96       | 1.740           | 218              | 45049E   |
| 6 | Parike      | 3,48       | 670             | 193              | 45049F   |
| 7 | Everbeek    | 13,76      | 2.131           | 155              | 45049G   |

## Demografische ontwikkeling
Alle historische gegevens hebben betrekking op de huidige gemeente, inclusief deelgemeenten, zoals ontstaan na de fusie van 1 januari 1977.
- Bronnen:NIS, Opm:1831 tot en met 1981=volkstellingen; 1990 en later= inwonertal op 1 januari

| Inwoners van jaar tot jaar op 1 januari 1992 tot heden | Inwoners van jaar tot jaar op 1 januari 1992 tot heden | Inwoners van jaar tot jaar op 1 januari 1992 tot heden |
| jaar                                                   | Aantal                                                 | Evolutie: 1992=index 100                               |
| ------------------------------------------------------ | ------------------------------------------------------ | ------------------------------------------------------ |
| 1992                                                   | 13.622                                                 | 100,0                                                  |
| 1993                                                   | 13.609                                                 | 99,9                                                   |
| 1994                                                   | 13.652                                                 | 100,2                                                  |
| 1995                                                   | 13.660                                                 | 100,3                                                  |
| 1996                                                   | 13.714                                                 | 100,7                                                  |
| 1997                                                   | 13.646                                                 | 100,2                                                  |
| 1998                                                   | 13.612                                                 | 99,9                                                   |
| 1999                                                   | 13.671                                                 | 100,4                                                  |
| 2000                                                   | 13.709                                                 | 100,6                                                  |
| 2001                                                   | 13.689                                                 | 100,5                                                  |
| 2002                                                   | 13.669                                                 | 100,3                                                  |
| 2003                                                   | 13.627                                                 | 100,0                                                  |
| 2004                                                   | 13.618                                                 | 100,0                                                  |
| 2005                                                   | 13.674                                                 | 100,4                                                  |
| 2006                                                   | 13.726                                                 | 100,8                                                  |
| 2007                                                   | 13.759                                                 | 101,0                                                  |
| 2008                                                   | 13.880                                                 | 101,9                                                  |
| 2009                                                   | 14.001                                                 | 102,8                                                  |
| 2010                                                   | 14.109                                                 | 103,6                                                  |
| 2011                                                   | 14.179                                                 | 104,1                                                  |
| 2012                                                   | 14.330                                                 | 105,2                                                  |
| 2013                                                   | 14.422                                                 | 105,9                                                  |
| 2014                                                   | 14.476                                                 | 106,3                                                  |
| 2015                                                   | 14.640                                                 | 107,5                                                  |
| 2016                                                   | 14.787                                                 | 108,6                                                  |
| 2017                                                   | 14.797                                                 | 108,6                                                  |
| 2018                                                   | 14.781                                                 | 108,5                                                  |
| 2019                                                   | 14.801                                                 | 108,7                                                  |
| 2020                                                   | 14.803                                                 | 108,7                                                  |
| 2021                                                   | 14.762                                                 | 108,4                                                  |
| 2022                                                   | 14.850                                                 | 109,0                                                  |
| 2023                                                   | 15.007                                                 | 110,2                                                  |
| 2024                                                   | 15.073                                                 | 110,7                                                  |
| 2025                                                   | 15.127                                                 | 111,0                                                  |

## Bezienswaardigheden

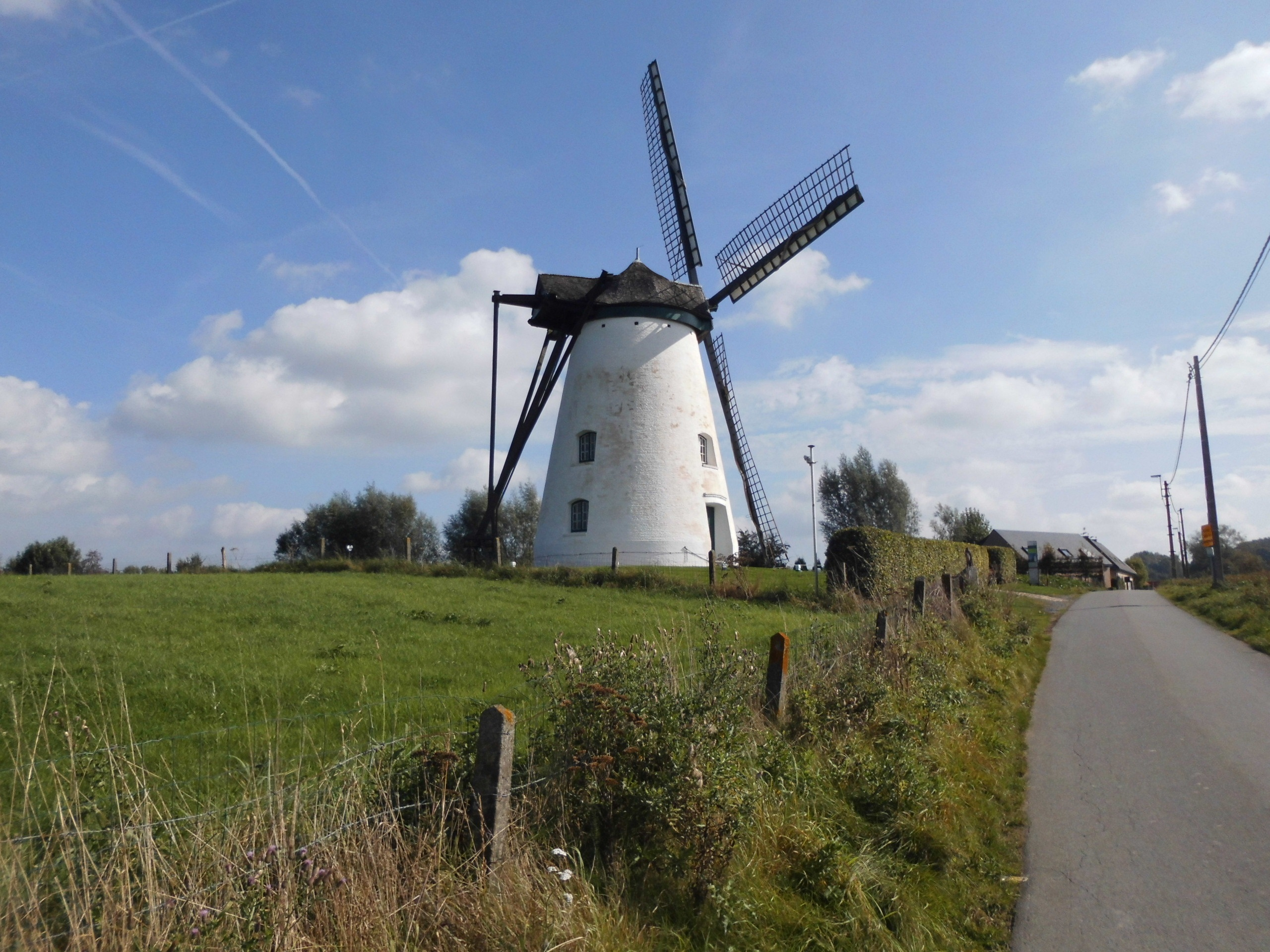
Verrebeekmolen
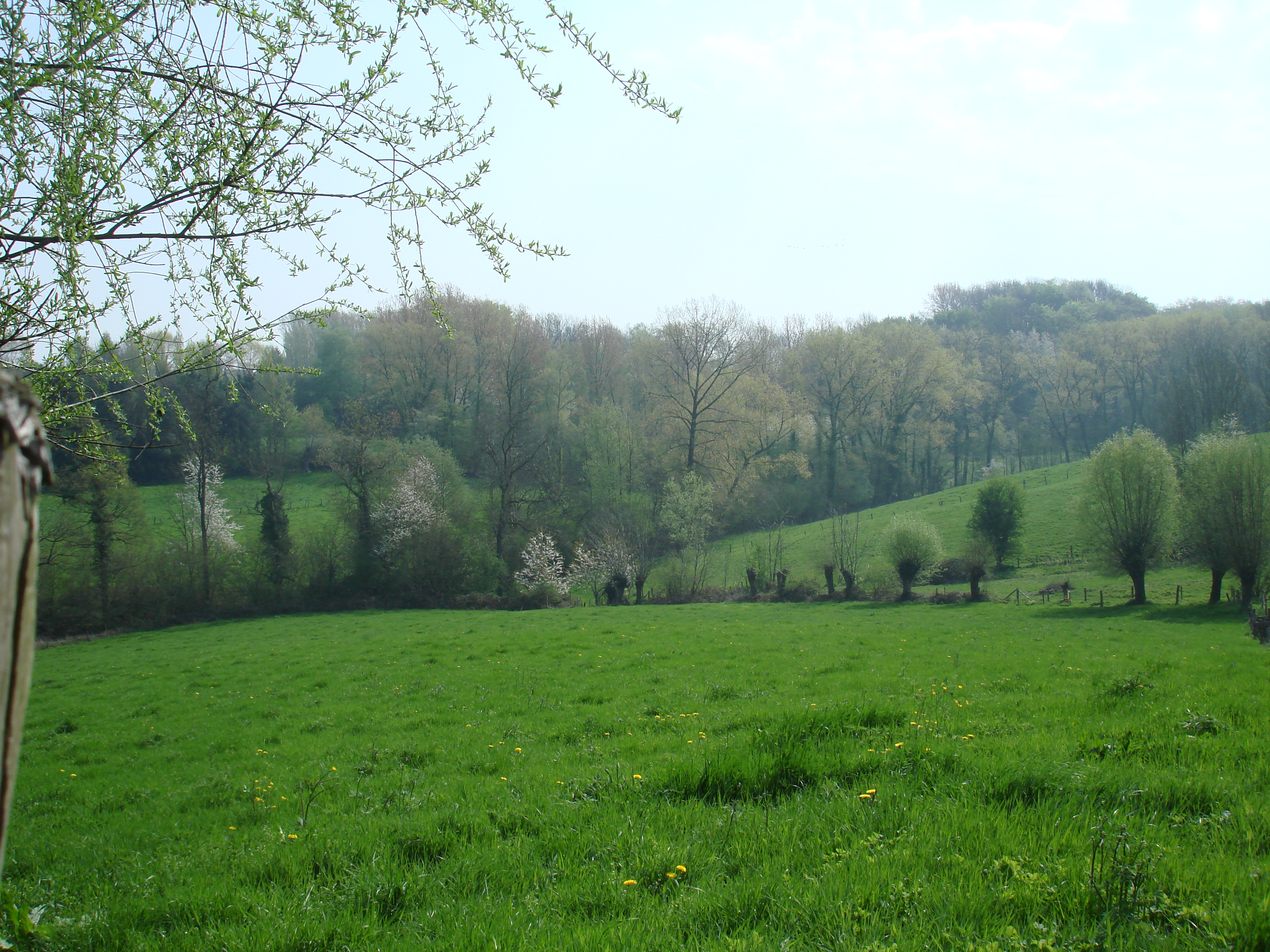
Burreken
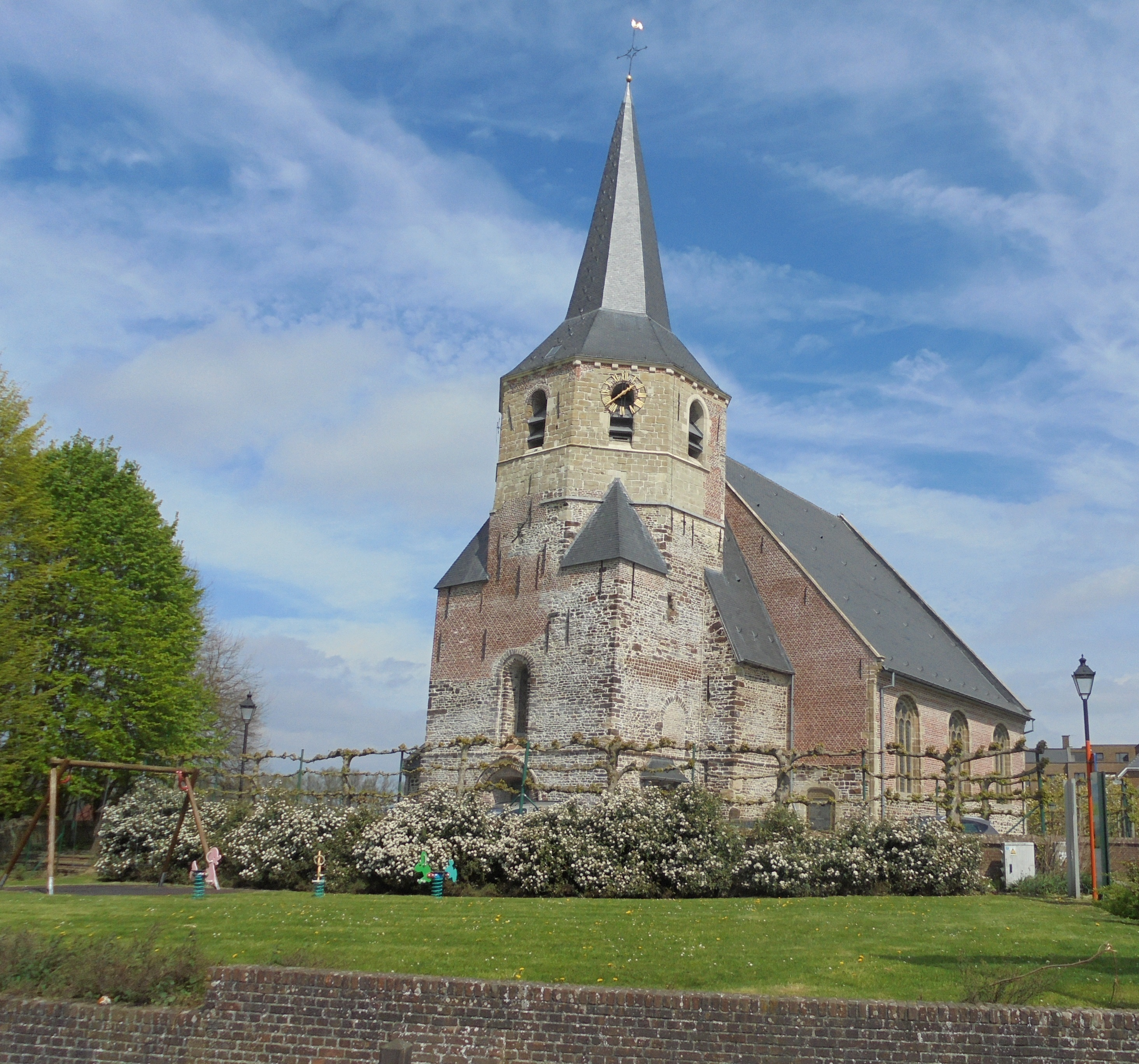
Sint-Martinuskerk van Opbrakel
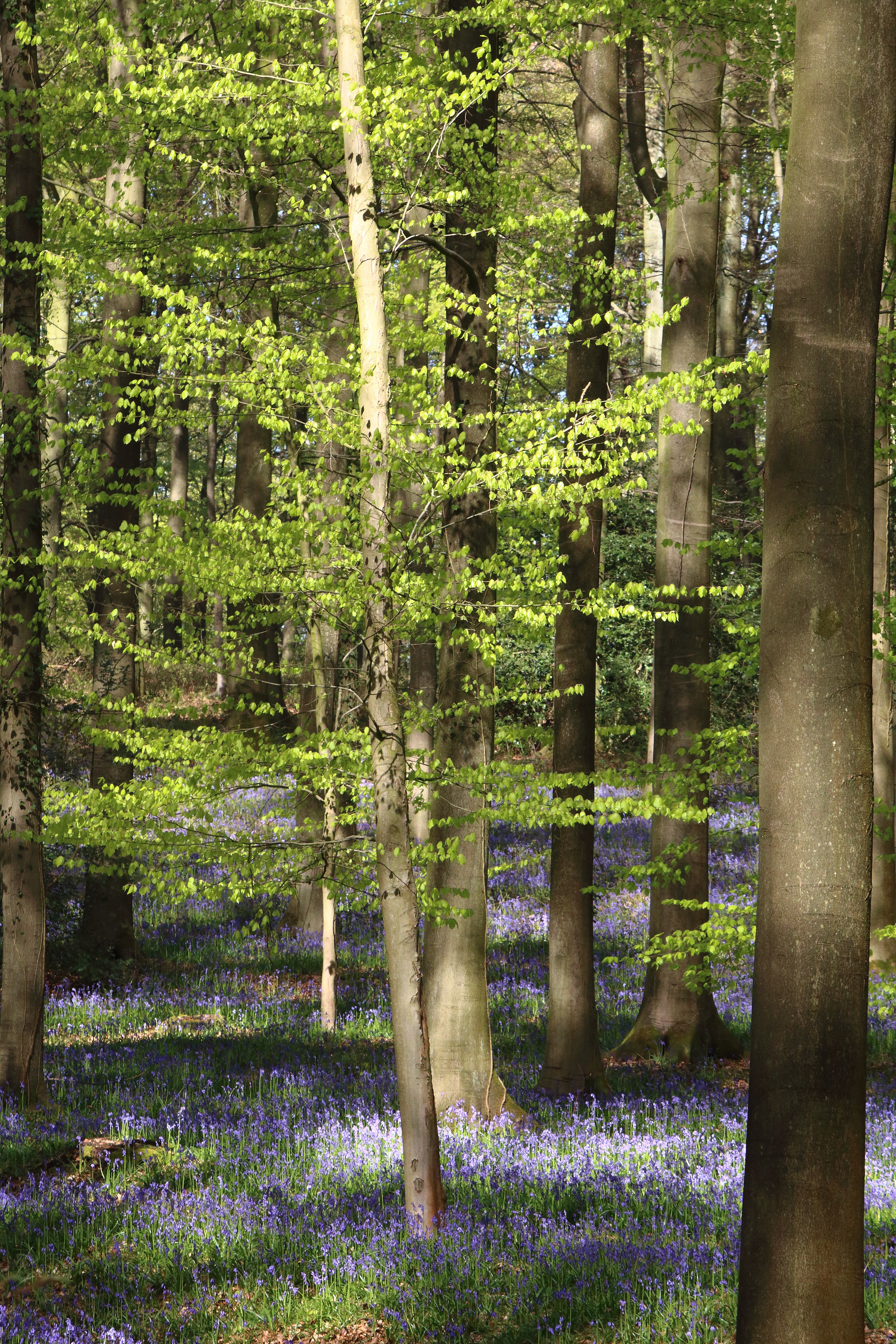
Brakelbos
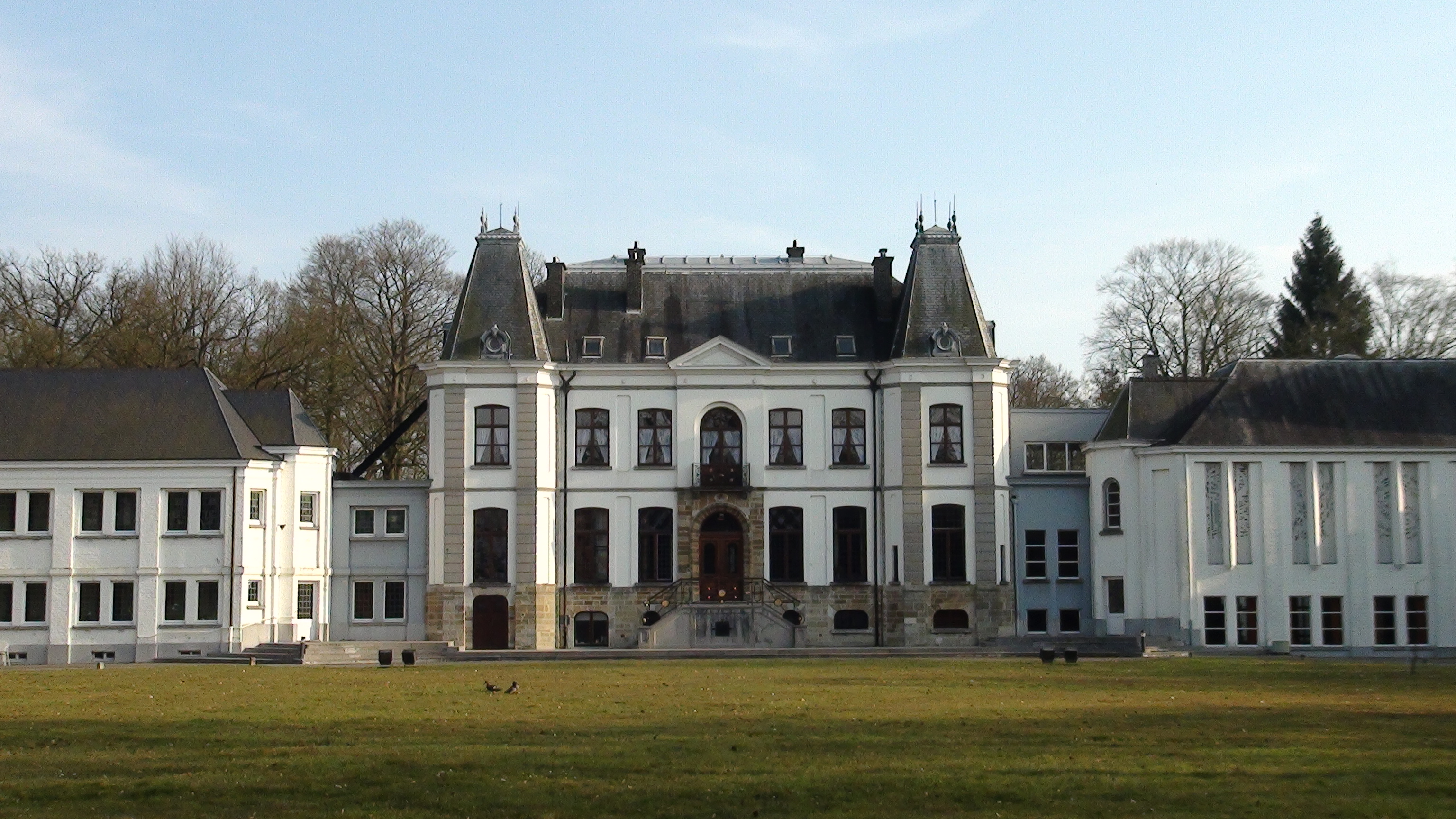
Kasteel van Lilare
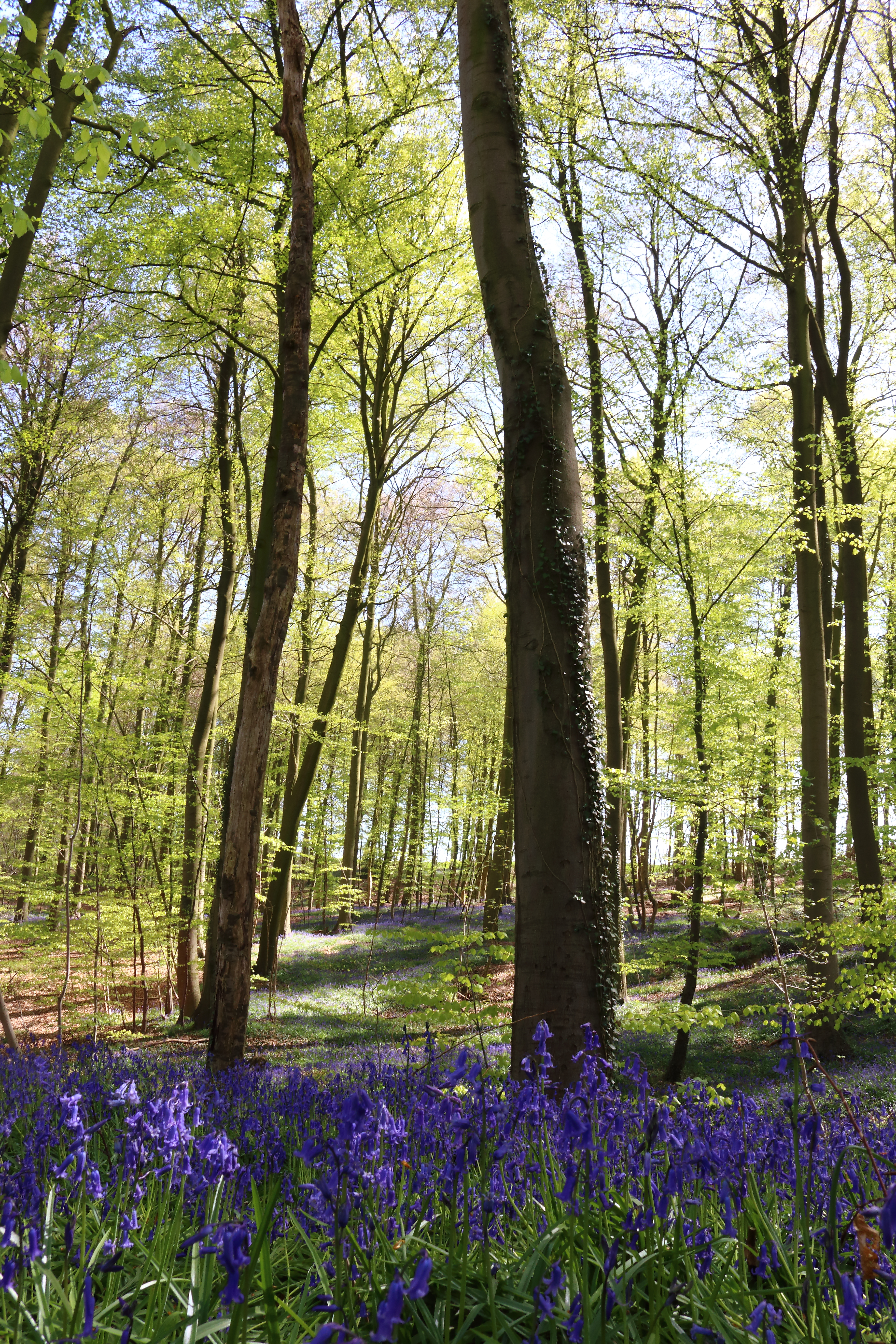
Everbeekse bossen
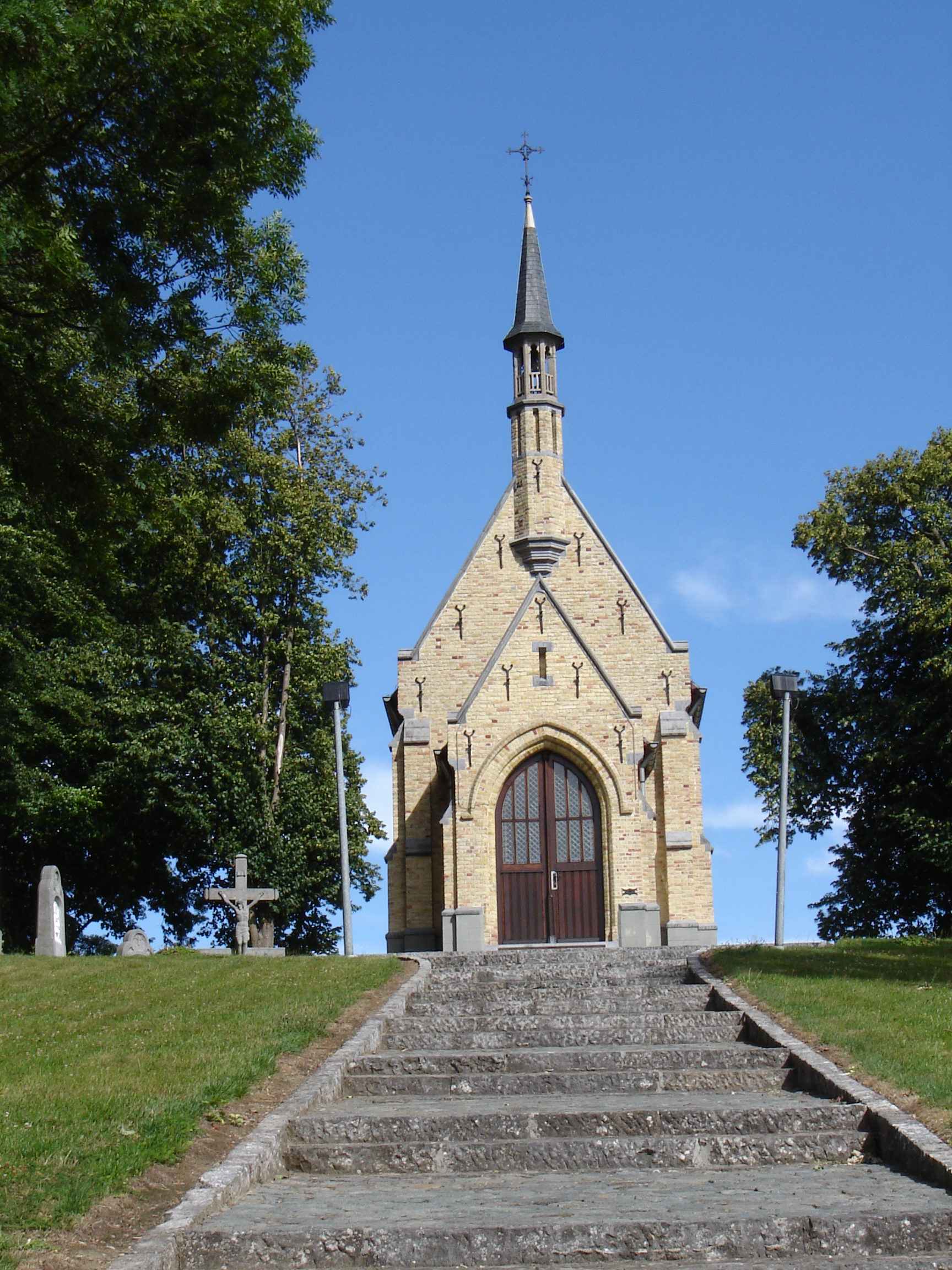
Toepkapel
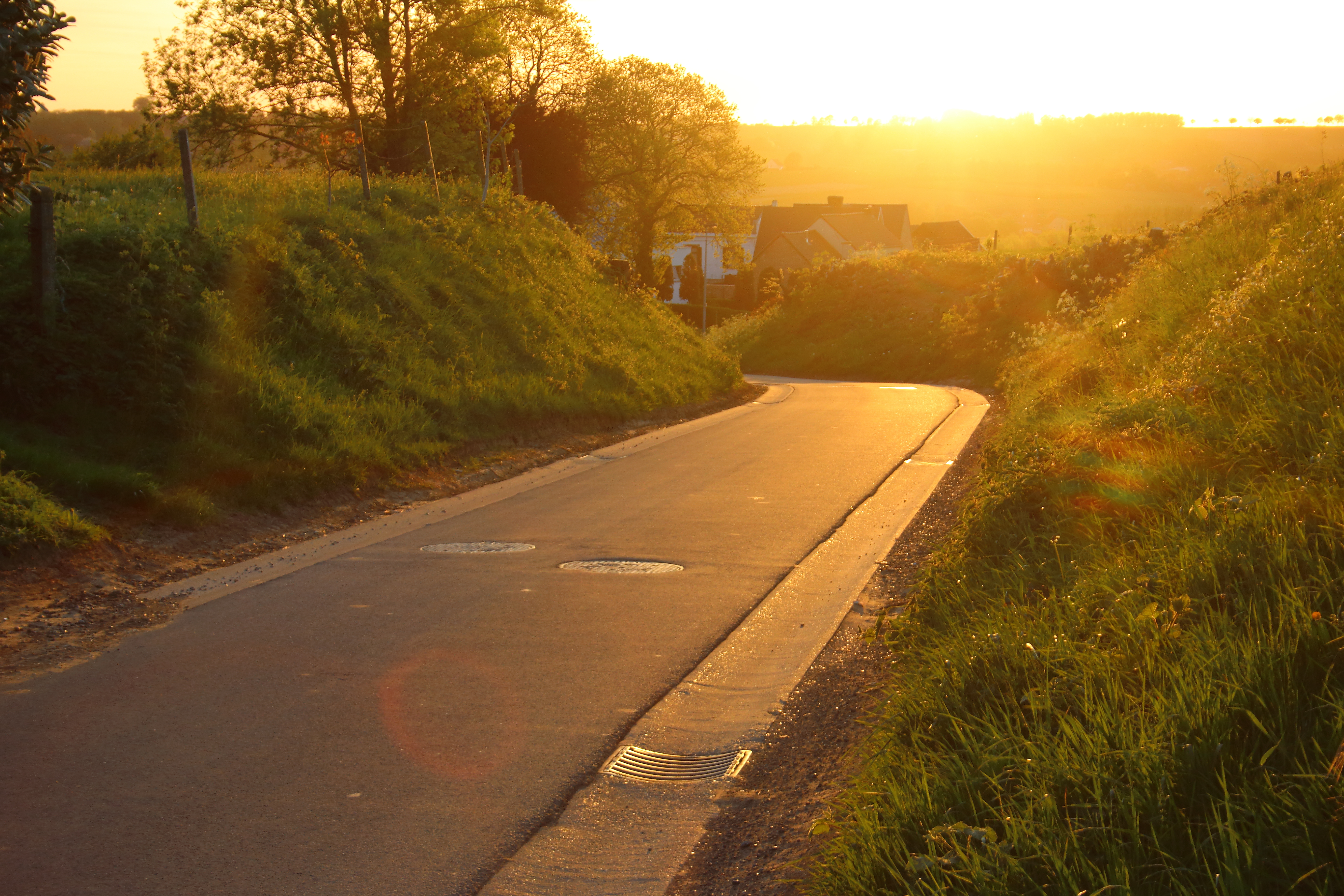
Berendries
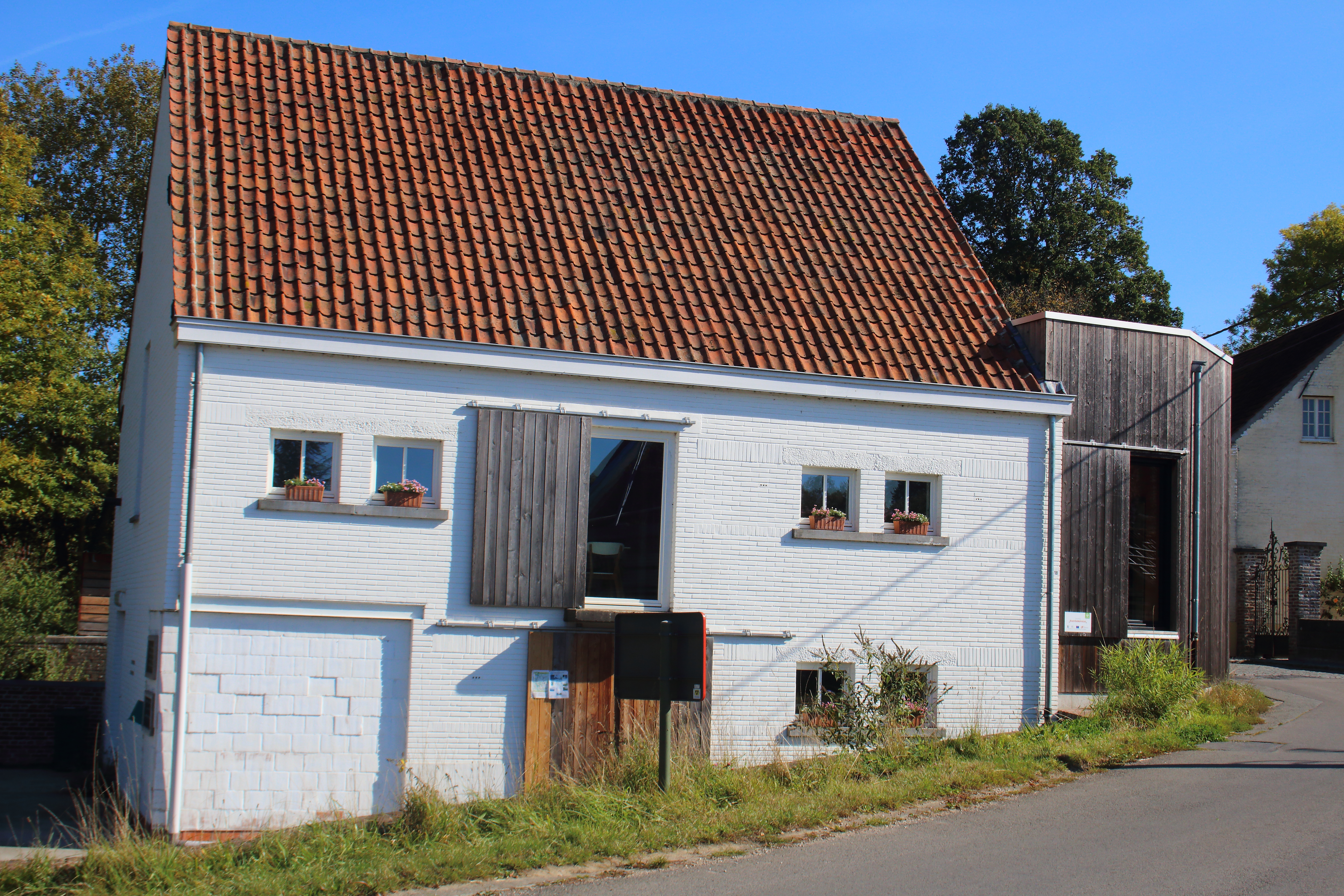
Boembekemolen
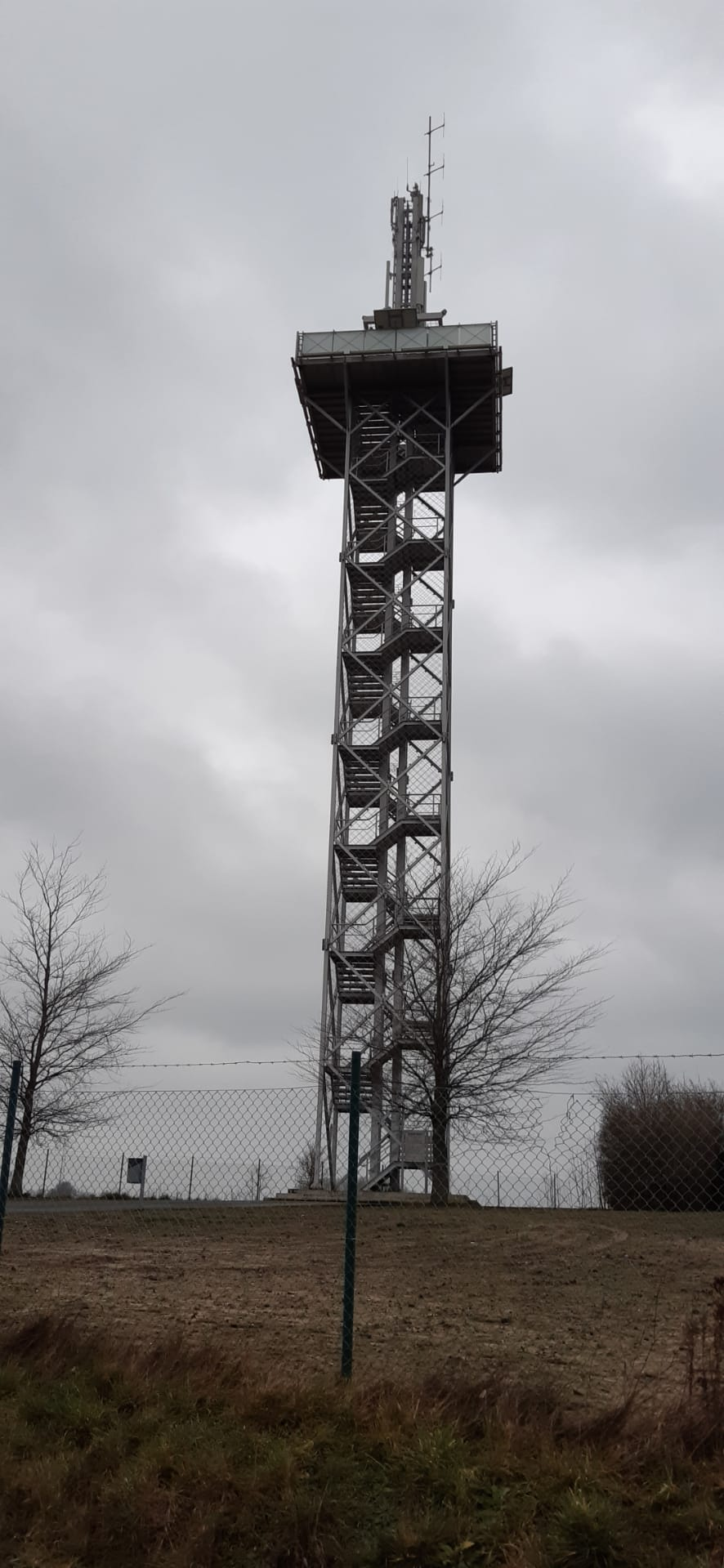
Uitkijktoren
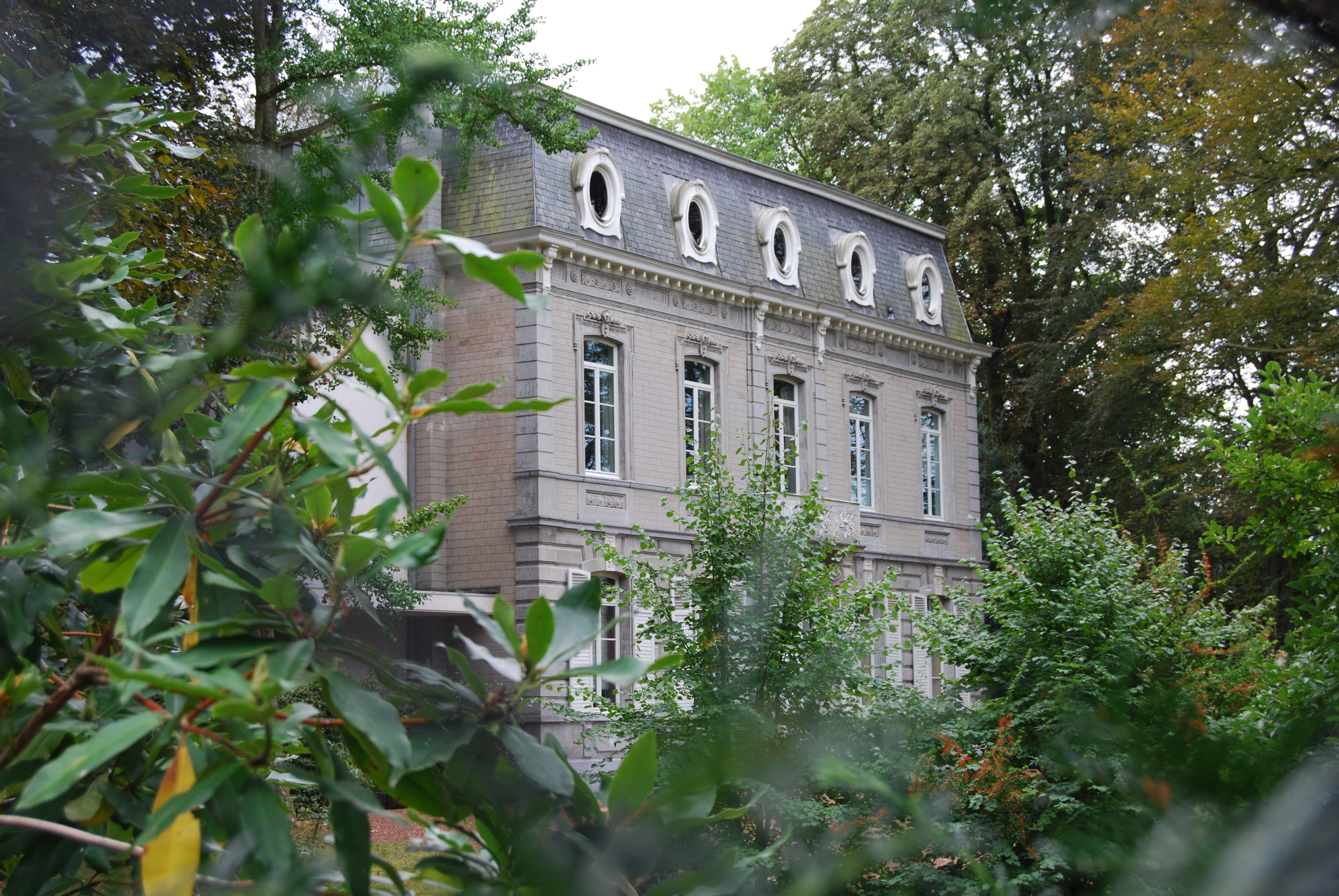
Kasteel van de Top Bronnen
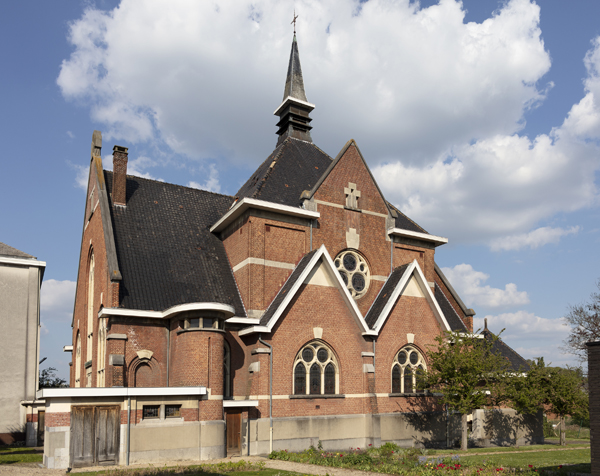
Triveriusmuseum, Kapel van de Zusters van Maria

## Politiek

### Structuur
De gemeente Brakel ligt in het kieskanton Brakel in het provinciedistrict Oudenaarde, het kiesarrondissement Aalst-Oudenaarde en de kieskring Oost-Vlaanderen.
| Brakel           | Brakel           | Supranationaal         | Nationaal                         | Nationaal                 | Gemeenschap               | Gewest                    | Provincie                 | Arrondissement   | Provinciedistrict | Kanton          | Gemeente        |
| ---------------- | ---------------- | ---------------------- | --------------------------------- | ------------------------- | ------------------------- | ------------------------- | ------------------------- | ---------------- | ----------------- | --------------- | --------------- |
| Administratief   | Niveau           | Europese Unie          | België                            | België                    | Vlaanderen                | Vlaanderen                | Oost-Vlaanderen           | Oudenaarde       | Oudenaarde        | Oudenaarde      | Brakel          |
| Administratief   | Bestuur          | Europese Commissie     | Belgische regering                | Belgische regering        | Vlaamse regering          | Vlaamse regering          | Deputatie                 | Deputatie        | Deputatie         | Deputatie       | Gemeentebestuur |
| Administratief   | Raad             | Europees Parlement     | Kamer van Volksvertegenwoordigers | Vlaams Parlement          | Vlaams Parlement          | Vlaams Parlement          | Provincieraad             | Provincieraad    | Provincieraad     | Provincieraad   | Gemeenteraad    |
| Kiesomschrijving | Kiesomschrijving | Nederlands Kiescollege | Kieskring Oost-Vlaanderen         | Kieskring Oost-Vlaanderen | Kieskring Oost-Vlaanderen | Kieskring Oost-Vlaanderen | Kieskring Oost-Vlaanderen | Aalst-Oudenaarde | Oudenaarde        | Brakel          | Brakel          |
| Verkiezing       | Verkiezing       | Europese               | Federale                          | Federale                  | Vlaamse                   | Vlaamse                   | Provincieraads-           | Provincieraads-  | Provincieraads-   | Provincieraads- | Gemeenteraads-  |

### Burgemeester
De huidige burgemeester is Stefaan Devleeschouwer
Burgemeesters van Brakel waren:
- 1971-1976: Charles Vanheuverzwijn[3]
- 1977-1992: Wilfried Tortelboom[4]
- 1992-2000: Marnix De Groote[5]
- 2001-2012: Herman De Croo[6]
- 2013-2018: Alexander De Croo[7]
- 2013-2018: Stefaan Devleeschouwer (waarnemend)[8]
- 2018-2019: Marleen Gyselinck (waarnemend)[9]
- 2019-2024: Stefaan Devleeschouwer[10]
- 2024-...: Alexander De Croo

#### 2024-2030
Burgemeester is Alexander De Croo (Open Vld). Hij leidt het schepencollege bestaande uit Open Vld en Broakel2.0.

#### Schepencollege (2024-2030)
| Functie en bevoegdheden                                                                                          | Naam              | Partij | Partij              |
| --- | ----------------- | ------ | ------------------- |
| Burgemeester Algemeen beleid, veiligheid (politie en brandweer) en communicatie                                  | Alexander De Croo |        | Open Vld            |
| Eerste schepen Sociale zaken, senioren, onderwijs en voorzitter van Bijzonder comité voor de sociale dienst      | Marleen Gyselinck |        | Open Vld            |
| Tweede schepen Financiën, toerisme en sociale huisvesting                                                        | Bart Morreels     |        | Broakel 2.0. (CD&V) |
| Derde schepen Openbare werken, openbaar domein, burgerzaken en gelijke kansen                                    | Sabine Hoeckman   |        | Open Vld            |
| Vierde schepen Omgeving (ruimtelijke ordening en milieu), landbouw, mobiliteit, waterbeheersing en dierenwelzijn | Peter Vanderstuyf |        | Open Vld            |
| Vijfde schepen Jeugd, sport, cultuur, lokale economie, feestelijkheden en digitalisering                         | Frank Surdiacourt |        | Open Vld            |

### Resultaten gemeenteraadsverkiezingen sinds 1976
| Partij of kartel     | Partij of kartel                      | 10-10-1976 | 10-10-1976 | 10-10-1982 | 10-10-1982 | 9-10-1988 | 9-10-1988 | 9-10-1994 | 9-10-1994 | 8-10-2000 | 8-10-2000 | 8-10-2006 | 8-10-2006 | 14-10-2012 | 14-10-2012 | 14-10-2018 | 14-10-2018 | 13-10-2024 | 13-10-2024 |
| Stemmen / Zetels     | Stemmen / Zetels                      | %          | 23         | %          | 23         | %         | 23        | %         | 23        | %         | 23        | %         | 23        | %          | 23         | %          | 23         | %          | 25         |
| -------------------- | ------------------------------------- | ---------- | ---------- | ---------- | ---------- | --------- | --------- | --------- | --------- | --------- | --------- | --------- | --------- | ---------- | ---------- | ---------- | ---------- | ---------- | ---------- |
|                      | SP1/ sp.a2/ Vooruit3                  | 14,291     | 3          | 23,391     | 5          | 23,331    | 6         | 19,711    | 4         | 17,81     | 4         | 16,832    | 4         | 15,092     | 3          | 13,042     | 3          | 7,63       | 1          |
|                      | AGALEV1/ Groen!2/ Groen3              | -          |            | -          |            | 2,781     | 0         | -         |           | 5,561     | 0         | 4,482     | 0         | -          |            | -          |            | 7,83       | 1          |
|                      | DECROO1/ PVV2/ VLD3/ Open Vld4        | 36,611     | 9          | 29,661     | 7          | 36,212    | 9         | 38,143    | 10        | 47,273    | 12        | 42,523    | 11        | 41,954     | 11         | 65,224     | 15         | 43,24      | 13         |
|                      | CVP1/ CD&V+N-VAA/ CD&V2/ Broakel 2.0B | 41,211     | 10         | 37,51      | 10         | 27,991    | 7         | 33,431    | 8         | 29,381    | 7         | 27,23A    | 7         | 22,932     | 6          | 13,042     | 3          | 24,0B      | 6          |
|                      | VU1/ CD&V+N-VAA/ N-VA2/ Broakel 2.0B  | 7,91       | 1          | 6,811      | 1          | 7,631     | 1         | 7,151     | 1         | -         |           | 27,23A    | 7         | 15,142     | 3          | 4,352      | 1          | 24,0B      | 6          |
|                      | Vlaams Belang                         | -          |            | -          |            | -         |           | -         |           | -         |           | 8,94      | 1         | 4,89       | 0          | 4,35       | 1          | 17,5       | 4          |
| Anderen(*)           | Anderen(*)                            | -          |            | 2,64       | 0          | 2,06      | 0         | 1,57      | 0         | -         |           | -         |           | -          |            | -          |            | -          |            |
| Totaal stemmen       | Totaal stemmen                        | 10 502     | 10 502     | 10 487     | 10 487     | 10 408    | 10 408    | 10 418    | 10 418    | 10 564    | 10 564    | 10 688    | 10 688    | 10 470     | 10 470     | 11 131     | 11 131     | 8 355      | 8 355      |
| Opkomst %            | Opkomst %                             |            |            |            |            | 96,96     | 96,96     | 95,1      | 95,1      | 94,85     | 94,85     | 97,27     | 97,27     | 96,58      | 96,58      | 94,10      | 94,10      | 69,5       | 69,5       |
| Blanco en ongeldig % | Blanco en ongeldig %                  | 1,49       | 1,49       | 2,62       | 2,62       | 2,46      | 2,46      | 3,87      | 3,87      | 4,1       | 4,1       | 2,73      | 2,73      | 3,42       | 3,42       | 4          | 4          | 1,4        | 1,4        |

De zetels van de gevormde coalitie staan vetjes afgedrukt. De grootste partij is in kleur.

(*) 1982: BB (2,64%) / 1988: BVB, VRIJ / 1994: PTZ (1,57%)

## Sport
In Brakel spelen de voetbalclubs K. Olsa Brakel, SV Everbeek, Standaard Michelbeke, SK Opbrakel, FC Zegelsem. FC Brakel werd in 2011 geschrapt.
Ook volleybal is vertegenwoordigd in Brakel: Volley Saturnus Michelbeke waarvan de dames in de eredivisie spelen.
Brakel telt ook wielrenners: Frederik Backaert, Elias Van Breusegem, Ruben Pols, Niels De Rooze en Patrick Muylaert.

## Muziek
De gemeente beschikt over 2 blaasorkesten
Fanfare Vrije KunstkringDe fanfare 'Vrije Kunstkring' uit Brakel werd in 1964 opgericht door Albert D'haeyer. Ze bestaat uit meer dan 75 muzikanten en diverse groepen en staat onder leiding van Alberts kleinzoon Wim D'haeyer.
Koninklijke Harmonie De EendrachtDe Koninklijke Harmonie De Eendracht werd gesticht in 1814 en is daarmee de oudste vereniging van Brakel.
Daarnaast is er ook een accordeonvereniging actief: 
VIOS Accordeonclub Brakel

## Natuurgebieden
In Brakel liggen verschillende natuurgebieden, die Europees beschermd zijn als Natura 2000-habitatrichtlijngebied 'Bossen van de Vlaamse Ardennen en andere Zuid-Vlaamse bossen': Brakelbos, Burreken, Everbeekse bossen, de uitlopers van het Livierenbos, Middenloop Zwalm aan het Mijnwerkerspad, Bovenlopen Zwalm.  In 2017 werd (zo raakte in 2023 bekend) de eerste wolf in Vlaanderen gespot in Brakel.

## Streekproducten
- Bieren De Graal
- Geutelingen
- Ambachtelijke kazen[16][17]

## Bekende personen

### Geboren in Brakel
- doctor Triverius (1504), lector aan de universiteit van Leuven
- Henri de Coene (Nederbrakel, 13 oktober 1798 - Brussel, 6 april 1866), Belgische schilder
- Staf de Clercq (Everbeek, 16 september 1884 - Gent, 22 oktober 1942), politicus en collaborateur
- Isidoor Teirlinck (Zegelsem, 2 januari 1851 – Vorst (Brussel), 27 juni 1934), Vlaamse auteur, onder meer bekend van zijn boeken over folklore.
- Albert de Vleeschauwer (Nederbrakel, 1 januari 1897 - 24 februari 1971), politicus en baron
- Luc De Hovre (Nederbrakel, 27 februari 1926 - Heverlee, 4 juni 2009), Belgisch katholiek hulpbisschop.
- Herman De Croo (Opbrakel, 12 augustus 1937), politicus
- Wim Van Gansbeke (4 februari 1938 - 16 februari 2008), theatercriticus, dramaturg en acteur
- Serge Baguet (Opbrakel, 18 augustus 1969), wielrenner
- Peter Van Petegem (Opbrakel, 18 januari 1970), wielrenner

### Woont in Brakel
- Marijn Devalck, ook gekend als Marino Falco (16 maart 1951), zanger en acteur in F.C. De Kampioenen
- Herman De Croo, gewezen minister en Kamervoorzitter, minister van Staat
- Alexander De Croo, politicus en Belgisch premier (2020-2025)
- Jan Fabre, kunstenaar
- Hans De Vos, judoka (meervoudig Belgisch kampioen)

### Verbleven in Brakel
- Modest Huys, kunstschilder
- Panamarenko (overleden in Brakel, 14 december 2019), kunstenaar
- Paul de Pessemier 's Gravendries, schrijver
- Daniël Robberechts, schrijver
- Hilde De Baerdemaeker, actrice (hoofdrolspeelster in de VTM-reeks 'LouisLouise')
- Jessy De Smet, zangeres (o.a. bij The Mackenzie)
- Jan Soetens, veldrijder (tweevoudig Belgisch kampioen)

## Trivia
- Brakel is de naamgever van een historisch landhoenderras, het Brakelhoen
- De roman Het recht van de sterkste door Cyriel Buysse speelt zich af in de Zijstraat, een buurt in Brakel.
- In 2017 werd (zo raakte in 2023 bekend) de eerste wolf in Vlaanderen gespot in Brakel. [15]